# Gardemariny, vperjod!
Gardemariny, vperjod! (russisk: Гардемарины, вперёд!, da.: Marinegardere, fremad!) er en sovjetisk miniserie fra 1988 instrueret af Svetlana Druzhinina.

## Medvirkende
- Dmitry Kharatjan – Aleksej Korsak
- Sergej Zjigunov – Aleksandr Belov
- Vladimir Sjevelkov – Nikita Olenev
- Mikhail Bojarskij – Chevalier de Brillieu
- Tatjana Ljutaeva – Anastasija Jaguzjinskaja
- Innokentij Smoktunovskij - André-Hercule de Fleury
- Vladimir Steklov